# Ourap
Der Ourap ist ein 118 m hoher Hügel auf der Insel Erromango im Staat Vanuatu.

## Vulkanische Aktivität
Der Hügel liegt zusammen mit den Hügeln Berge Wahous (293 m), Nagat (566 m), Ouborré (103 m), Rantop (268 m) und Oulénou (124 m) auf der Halbinsel Uvworé. Er ist der westlichste der Gipfel.